# Филипс, Ян Каспар
Ян Каспар Филипс (нидерл. Jan Caspar Philips; около 1700, Германия — 1775, Амстердам) — нидерландский художник, гравер.

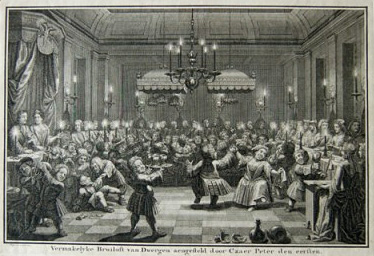
«Брачный пир с пляшущими карликами при дворе Петра Первого», 1742

Работал, главным образом, как книжный иллюстратор. Создал, в частности, 117 гравюр с изображениями птиц для посвящённого орнитологии тома нидерландского издания «Естественной истории» Карла Линнея (1762—1763). В соавторстве со своим учеником Симоном Фокке работал над иллюстрациями к книге библейских стихов Говерта Клинкхамера. В 1743 г. подготовил для отдельного издания гравированные портреты 30 руководителей меннонитской церкви.
Ученики:
- Фокке, Симон
- Филипс, Каспар Якобс